# Ataque al palacio presidencial de Chad
El 8 de enero de 2025, un grupo de desconocidos atacó el palacio presidencial de la capital de Chad, Yamena. Los 24 atacantes intentaron entrar a través de una puerta de seguridad del palacio presidencial antes de ser confrontados por las fuerzas de seguridad. El presidente chadiano, Mahamat Déby, se encontraba en el palacio presidencial en ese momento y luego emitió un comunicado diciendo que creía que él era el objetivo del ataque. En el ataque murieron 19 personas, incluidos 18 atacantes y un soldado.

## Sucesos
El ataque comenzó alrededor de las 8:45 pm. Al menos 24 hombres armados atacaron el palacio presidencial en la capital chadiana, Yamena. El ataque ocurrió horas después de que el ministro de Asuntos Exteriores chino, Wang Yi, visitara la capital. Los atacantes se dirigieron hasta la puerta de seguridad y fingieron que su vehículo tenía una falla mecánica antes de comenzar el ataque. Los informes de disparos continuaron hasta las 9:30 pm. El presidente chadiano, Mahamat Déby, se encontraba dentro del palacio en el momento del ataque y los atacantes intentaban asaltar el palacio. Los civiles huyeron de la zona en automóviles y motocicletas para escapar de la violencia. En medio de la confusión, algunos civiles supuestamente creyeron que se estaba produciendo un golpe de Estado.
Según el ministro de Asuntos Exteriores de Chad, Abderaman Koulamallah, estaban armados con cuchillos y machetes. Dijo: "Apuñalaron a cuatro guardias, mataron a uno e hirieron gravemente a otros dos. Un cuarto guardia también resultó herido, pero su vida no corre peligro". Posteriormente intentaron entrar al palacio presidencial, donde se involucraron en combates con las fuerzas de seguridad. Según Koulamallah, 18 atacantes murieron y seis resultaron heridos, mientras que un miembro de las fuerzas de seguridad murió y cinco resultaron gravemente heridos. En las redes sociales circulan vídeos de los cuerpos de los atacantes muertos.